# Saurer Tartaruga
De Saurer Tartaruga (Schildpad) is een licht gepantserd infanteriegevechtsvoertuig voor de pantserinfanterie. Het had als doel infanteristen snel en beschermd te verplaatsen in de voorste linies. De bemanning bestaat uit drie personen en in het achterste deel was plaats voor negen soldaten. Het voertuig is niet in productie genomen, er werd slechts een prototype gemaakt. De fabrikant was Adolph Saurer AG. Het voertuig werd in 1959 gemaakt. Net als de Mowag Pirat werd het gevechtsvoertuig uitvoerig getest door het Zwitserse leger, maar deze besloot uiteindelijk de Amerikaanse M113 aan te schaffen. Het enige exemplaar van de Saurer Tartaruga staat in het Pantsermuseum Thun.

## Beschrijving
Het voertuig had een standaardindeling met voorin de motor en bestuurder en een groot ruim achterin voor de commandant, schutter en negen pantserinfanteristen. De chauffeur zit links van de motor. De dieselmotor is van het type Saurer CH 5 D. Het telt 8 cilinders en een cilinderinhoud van 12.670 cc. De versnellingsbak telde acht versnellingen voor- en twee achteruit. Het pantser aan de voorzijde was 25 mm dik en aan de zijkant 12mm. Dit bood bescherming tegen klein kaliber wapens en granaatsplinters. Aan de achterkant zijn twee deuren die snel in- en uitstappen mogelijk maakt. Het 20mm-kanon is gepositioneerd direct rechts achter de bestuurder.

## Inzet
Het voertuig werd uitgebreid getest, net als de Mowag Pirat, door het Zwitserse leger, maar deze besloot uiteindelijk de Amerikaanse M113 aan te schaffen. Andere klanten konden niet gevonden worden waardoor het voertuig niet in productie kwam. Het enige exemplaar van de Saurer Tartaruga staat in het Pantsermuseum Thun.

## Naslagwerk
- (de)  Kurt Sahli: Saurer. Geschichte einer Nutzfahrzeugfabrik. Stämpfli Verlag AG, Bern 1987